# Ondas Sísmicas: 10 Canções de Cantoras Brasileiras do Século XXI
Ondas Sísmicas: 10 Canções de Cantoras Brasileiras do Século XXI é uma coletânea musical lançada pelo selo Romaria Discos, em 7 de março de 2022.
Idealizado para o formato de disco de vinil, o álbum é uma adaptação do livro Ondas Sísmicas: 90 Discos de Cantoras Brasileiras do Século XXI, escrito pelo jornalista Gabriel Bernini.
Participam da coletânea as cantoras Laya, Fernanda Branco Polse, Estela Cassilatti, Kika, Tika, Lila, Pat C., Malu Maria (com Lucinha Turnbull), Uli e Dicy, além de Mel Gonçalves e Laura Diaz.

## Lista de faixas
| N.º | Título                                               | Duração |  |
| 1.  | "Mais Brilhantes (Laya)"                             |         |  |
| 2.  | "Deusas & Diabas (PERIGOSAH)"                        |         |  |
| 3.  | "História de Fantasmas (Estela Cassilatti)"          |         |  |
| 4.  | "Por Aí (Kika)"                                      |         |  |
| 5.  | "Anoitece (Tika)"                                    |         |  |
| 6.  | "Puérpera (Lila)"                                    |         |  |
| 7.  | "Cowboy Cosmopolita (Pat C.)"                        |         |  |
| 8.  | "O Paraíso é Dentro (Malu Maria & Lucinha Turnbull)" |         |  |
| 9.  | "Respeita as Mina (Uli)"                             |         |  |
| 10. | "Rosa Semba, Menina que Deus Crioula (Dicy)"         |         |  |